# Dora et la Lanterne magique
Pour plus de détails, voir Fiche technique et Distribution.
Dora et la Lanterne magique est un film français réalisé par Pascal Kané et sorti en 1978.

## Fiche technique
- Titre : Dora et la Lanterne magique
- Réalisation : Pascal Kané
- Scénario : Pascal Kané et Raoul Ruiz
- Photographie : Gilberto Azevedo
- Décors : Frankie Diago
- Costumes : Frankie Diago
- Son : Alix Comte - Jean-Paul Loublier (mixage)
- Musique : Daniel Vangarde
- Montage : Martine Giordano
- Production : Cinéma 9
- Pays d'origine :  France
- Durée : 106 minutes
- Date de sortie : France - 1er mars 1978

## Distribution
- Nathalie Manet : Dora Waldemar
- Rita Maiden : Magdelène, la bonne fée
- Valérie Mairesse : Valentine
- Gérard Boucaron : l'ogre
- Serge Coursan : le premier tueur
- Alain David : le tuteur de Dora
- Fabrice Herrero : Zorrito, le petit fils de Zorro
- Françoise Jamet : Cunégonde, la mauvaise fée
- Claude Merlin : le deuxième tueur
- Michel Peyrelon : le sultan Barakha
- Arch Taylor : Waldemar
- Pamela Stanford : laborantine
- Georges Adet

## Sélection
- 1977 : Festival de Cannes (Perspectives du cinéma français[1])